# Васильев, Борис Алексеевич
Борис Алексеевич Васильев (15 января 1937 — 18 июня 2000) — советский велогонщик, призёр Олимпийских игр. Заслуженный мастер спорта СССР. Заслуженный тренер СССР.

## Биография
Родился в 1937 году в Москве. Окончил ГЦОЛИФК. Представлял общество «Буревестник». В «Динамо» (Москва) — с 1964 года.
В 1960 году завоевал бронзовую медаль Олимпийских игр в Риме в гонке на тандемах с Владимиром Леонов
Победитель лично-командного первенства СССР (1958) в спринте. Чемпион СССР (1959, 1965 в гонках на тандеме), 2-й призёр чемпионатов СССР (1959, 1964 в гите на 1 км с места, в командной гонке преследования), 3-й призёр чемпионатов СССР (1959, 1960 в спринте). Чемпион I Спартакиады народов СССР (1956) в гонках на тандеме. Мастер спорта СССР (1957).
В 1977 году в возрасте 40 лет принял участие в Велогонке Мира, где стал 2-м на 2-м этапе.
Был тренером сборной СССР по велотреку на Олимпийских играх 1980 и 1988 годов. Воспитал Олимпийского чемпиона Александра Кириченко.
Скончался 18 июня 2000 года. Похоронен на Аллее спортсменов Востряковского кладбища в Москве (участок № 131).

## Награды
- Медаль «За трудовое отличие» (16.09.1960) — за успешные выступления в XVII летних и VIII зимних Олимпийских играх 1960 года, а также за выдающиеся спортивные достижения[3]